# Gefleckte Habichtsfliege
Die Gefleckte Habichtsfliege (Dioctria lateralis) ist eine von etwa 13 in Deutschland verbreiteten Raubfliegen-Arten der Gattung Dioctria. Die Art wurde im Jahr 1804 von Johann Wilhelm Meigen erstbeschrieben.

## Merkmale
Die Fliegen sind 7–9 mm lang. Kopf, Thorax und Hinterleib sind überwiegend schwarz gefärbt. Der frontale Bereich zwischen den Facettenaugen sowie der Bereich am Hinterrand der Facettenaugen sind gewöhnlich weißlich behaart. Der Hinterrand der Tergite ist gelb gefärbt. Das Anepisternum ist nicht bestäubt. Die Halteren sind blassgelb gefärbt. Die Coxae sind blassgelb. Die Beine sind gelb gefärbt. Im Gegensatz zu Dioctria longicornis sind die hinteren Femora überwiegend gelb gefärbt.

## Verbreitung
Dioctria lateralis kommt in Mittel- und Osteuropa vor. Die Art fehlt offenbar auf den Britischen Inseln, in Skandinavien sowie im europäischen Mittelmeerraum. Dagegen ist die Art in Ägypten und in Algerien nachgewiesen.

## Lebensweise
Die Fliegen findet man in Hecken-Biotopen. Sie leben räuberisch von Kleininsekten. Beobachtet werden die Fliegen von Mai bis August.